# Nataly Michel Silva
Nataly de la Luz Michel Silva (Guadalajara, Jalisco, México, 9 de julio de 1990) es una deportista mexicana, especializada en esgrima, dominando el florete.
Inició la práctica de la esgrima a los 10 años de edad. Su entrenador es Juan Manuel Rascón. Es licenciada en comercio internacional y con maestría en Finanzas

## Carrera deportiva
En el 2000 ingresó al Consejo Estatal para el Fomento Deportivo del estado de Jalisco. En 2005 compitió como la esgrimista más joven en la Copa del Mundo Villa La Habana de 2005, con tan solo quince años de edad. Compitió en el ciclo preolímpico previo a los Juegos Olímpicos de Pekín 2008. En los XXI Juegos Centroamericanos y del Caribe consiguió dos medallas de oro, en los Juegos Panamericanos de Guadalajara 2011 obtuvo tercer lugar en prueba individual. En 2012 no consiguió calificar a los Juegos Olímpicos de Londres 2012. En los XXII Juegos Centroamericanos y del Caribe ganó medalla de oro en florete en equipo, en tanto en los Juegos Panamericanos de 2015 se adjudicó medalla de bronce. Obtuvo su clasificación olímpica a los Juegos Olímpicos de Río de Janeiro 2016 en un selectivo continental celebrado en Costa Rica. Para esta justa deportiva Silva integró una delegación mexicana de esgrima que no había sido tan grande desde México 1968.
En los XXIII Juegos Centroamericanos y del Caribe, celebrados en Barranquilla, la atleta obtuvo medalla de plata en la modalidad Florete femenil individual.

## Carrera académica
Inicia su carrera de Licenciatura en Comercio Internacional en el año 2008 en la Universidad Del Valle de Atemajac UNIVA con una participación destacada como alumna, así como deportista.
Continúa su preparación académica estudiando un MBA en Dirección en Finánzas en el 2016, concluyendo su titulación en 2019.